# Muszlowiec (skała)
Muszlowiec (wapień muszlowcowy, zlep muszlowy) – węglanowa skała organogeniczna, utworzona ze scementowanych, bezładnie ułożonych muszli małżów, ślimaków, ramienionogów, głowonogów (amonitów, łodzików) lub małżoraczków a także liliowców i dużych otwornic. Muszlowce tworzą się zwykle w płytkim morzu w strefie litoralnej.
W Polsce muszlowce spotykane są w triasie śląsko-krakowskim. W kimerydzie obrzeżenia Gór Świętokrzyskich występują muszlowce ostrygowe. Muszlowce amonitowe pojawiają się w górnej jurze pienińskiego pasa skałkowego.